# Emily Osment
Emily Osment (Los Angeles, Kalifornia, 1992. március 10. –) amerikai színésznő, énekesnő.
Legismertebb alakítása Lilly Truscott a 2006–2011 között futott Hannah Montana című sorozatban és a 2009-es Hannah Montana – A film című filmben.

## Fiatalkora
Los Angelesben született 1992. március 10-én, Michael Eugene Osment és Theresa Osment második gyermekeként. Édesapja, Eugene Osment színész, bátyja az Oscar-díjra jelölt Haley Joel Osment színész.

## Pályafutása
A szórakoztató iparba való betörése 1997-ben kezdődött, amikor Emily egy mega virágkézbesítési vállalat, az FTD reklámjában szerepelt. 1999-ben együtt játszott Eugene Levyvel és Linda Hamiltonnal a Tinititkok című filmben. Ugyanebben az évben a Hallmark Channel egyik filmjében A tél vége című filmben Glenn Close-zal játszott együtt. A kezdeti sikerek után egyre többet szerepelt filmekben, többek között a Kémkölykök 2.: Az elveszett álmok szigete című filmben szerepelt. Majd a folytatásban a Kémkölykök 3-D – Game Over című filmben.

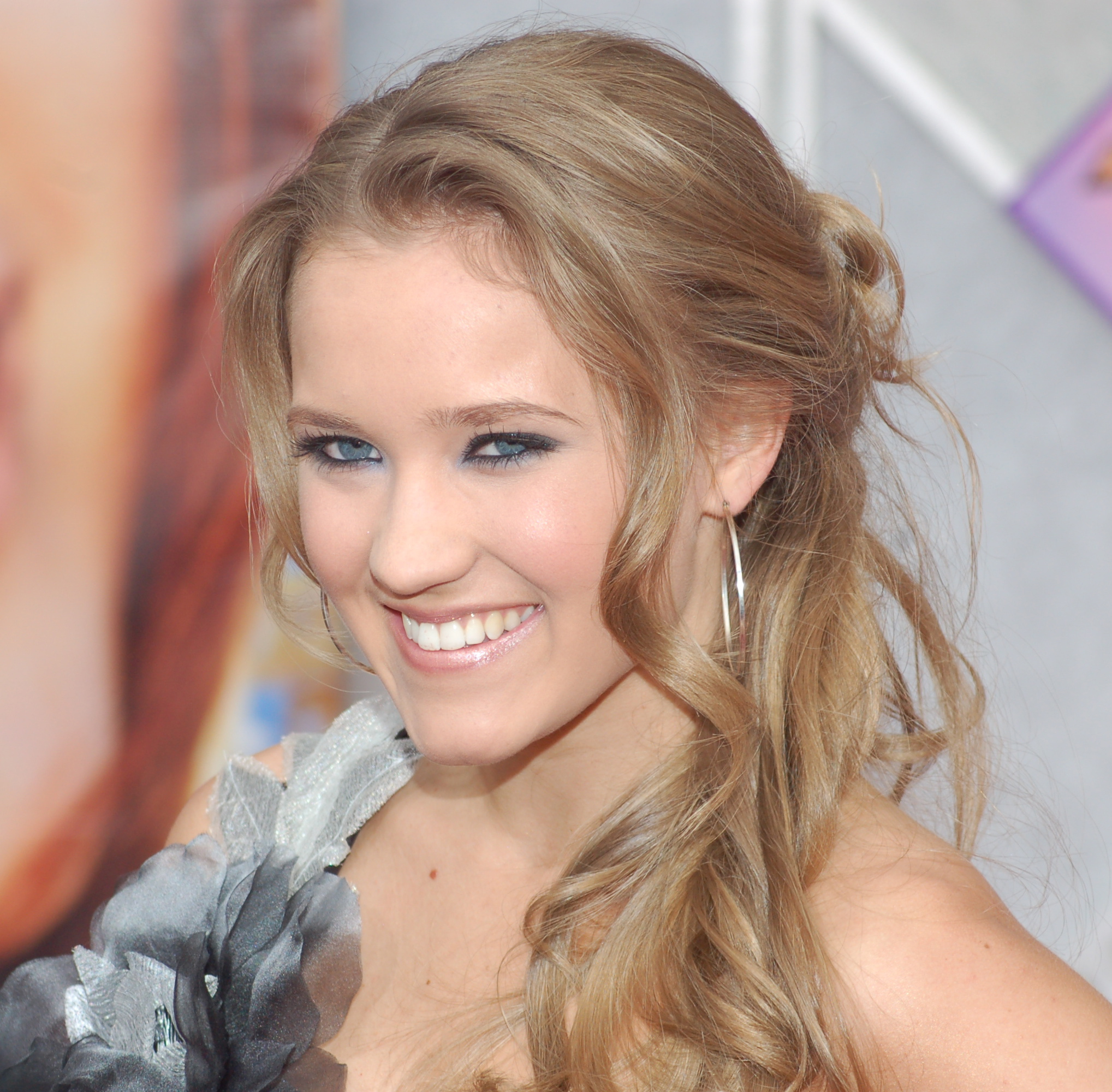
2009-ben a Hannah Montana – A film bemutatóján

2006 és 2011 között a Disney Channel egyik sorozatában szerepelt, a Hannah Montana-ban játszotta Lilly Truscott szerepét. Amerikában a sorozatpremiert 5,4 millió néző látta. A Disney Channel egyik lemezén a The Christmas That Almost Didn’t Happen-t énekli. 2006-ban a Disney Channel Games-en is részt vett. Ebben az évben Billy Ray Cyrus 2007-es albumán egy számot énekelt.
Zenei karrierjének fontos állomása, hogy 2009 októberében megjelent a debütáló kislemeze All The Way Up címmel, ehhez a dalhoz klip is készült. 2009-ben az Apurablók című filmben szerepelt. A Jonasék Los Angelesben első részében is szerepelt és önmagát alakította. 2010-ben a	Kick Buttowski: A külvárosi fenegyerek című sorozatban szinkronizált. 2014-ben főszereplő volt a Young & Hungry című sorozatban. 2015-ben szerepelt az Anyák gyöngye című sorozatban.

## Filmográfia

### Filmek
| Év   | Magyar cím                                | Eredeti cím                                | Szerep                          | Magyar hang        |
| ---- | ----------------------------------------- | ------------------------------------------ | ------------------------------- | ------------------ |
| 2021 | Esküvő, szülinap, karácsony               | A Very Merry Bridesmaid                    | Leah Taylor                     | Szabó Zselyke      |
| 2018 |                                           | Christmas Wonderland                       | Heidi Nelson                    |                    |
| 2018 |                                           | Tea Time with Mr. Patterson                | Stacey                          |                    |
| 2016 |                                           | Love Is All You Need?                      | Kelly Williams                  |                    |
| 2015 | Nőj fel, Jose!                            | No Way Jose                                | Summer Stern                    | Györfi Anna        |
| 2014 |                                           | A Daughter's Nightmare                     | Ariel Morgan                    |                    |
| 2014 |                                           | Kiss Me                                    | Shelby                          |                    |
| 2013 |                                           | Seasick Sailor                             | Beck                            |                    |
| 2013 |                                           | From Up on Poppy Hill                      | Nobuko Yokoyama (hang)          |                    |
| 2012 | Gazdátlanul Mexikóban 3.                  | Beverly Hills Chihuahua 3: Viva la Fiesta! | Pep (hang)                      |                    |
| 2011 |                                           | Cyberbully                                 | Taylor Hillridge                |                    |
| 2011 | Gazdátlanul Mexikóban 2.                  | Beverly Hills Chihuahua 2                  | Pep (hang)                      |                    |
| 2009 | Apurablók                                 | Dadnapped                                  | Melissa Morris                  | Bogdányi Titanilla |
| 2009 | Hannah Montana – A film                   | Hannah Montana: The Movie                  | Lilly Truscott / Lola Luftnagle | Kardos Eszter      |
| 2008 |                                           | Surviving Sid                              | Claire (hang)                   |                    |
| 2008 | Focianyu                                  | Soccer Mom                                 | Becca Handler                   | Laudon Andrea      |
| 2007 | A szörny, akit hívtam                     | The Haunting Hour: Don't Think About It    | Cassie Keller                   | Laudon Andrea      |
| 2005 | Lilo és Stitch 2. – Csillagkutyabaj       | Lilo & Stitch 2: Stitch Has a Glitch       | további hangok                  |                    |
| 2003 | Kémkölykök 3-D – Game Over                | Spy Kids 3-D: Game Over                    | Gerti Giggles                   | Tamási Nikolett    |
| 2002 | Kémkölykök 2.: Az elveszett álmok szigete | Spy Kids 2: The Island of Lost Dreams      | Gerti Giggles                   | Csifó Dorina       |
| 1999 | Tinititkok                                | The Secret Life of Girls                   | Miranda Aiken                   |                    |
| 1999 | A tél vége                                | Sarah, Plain and Tall: Winter's End        | Cassie Witting                  | Czető Zsanett      |

### Televíziós szerepek
| Év        | Magyar cím                             | Eredeti cím                                       | Szerep                          | Megjegyzések                         |
| --------- | -------------------------------------- | ------------------------------------------------- | ------------------------------- | ------------------------------------ |
| 2022–2024 | Az ifjú Sheldon                        | Young Sheldon                                     | Mandy McAllister                | visszatérő szereplő                  |
| 2021      |                                        | DeadEndia                                         | Courtney (hang)                 | főszereplő                           |
| 2019–2020 |                                        | Almost Family                                     | Roxy Doyle                      | főszereplő                           |
| 2018–     | A Kominsky-módszer                     | The Kominsky Method                               | Theresa                         | mellékszereplő                       |
| 2015–2016 | Anyák gyöngye                          | Mom                                               | Jodi Hubbard                    | 4 epizód                             |
| 2014      | Amerikai fater                         | American Dad!                                     | lány az ablakban (hang)         | 1 epizód                             |
| 2014–2018 |                                        | Young & Hungry                                    | Gabi Diamond                    | főszereplő                           |
| 2014      |                                        | Rainbow Brite                                     | Rainbow Brite (hang)            | főszereplő                           |
| 2013–2014 |                                        | Cleaners                                          | Roxie                           | főszereplő                           |
| 2013      | Két pasi – meg egy kicsi               | Two and a Half Men                                | Ashley                          | 1 epizód                             |
| 2012–     | Family Guy                             | Family Guy                                        | Ruth Cochamer (hang)            | 23 epizód                            |
| 2012      | Fiúkkal az élet                        | Life with Boys                                    | önmaga                          | 1 epizód                             |
| 2010–2012 | Kick Buttowski: A külvárosi fenegyerek | Kick Buttowski: Suburban Daredevil                | Kendall Perkins (hang)          | mellékszereplő                       |
| 2010      | Jonasék Los Angelesben                 | Jonas LA                                          | önmaga                          | 1 epizód                             |
| 2009      | Zack és Cody a fedélzeten              | The Suite Life on Deck                            | Lilly Truscott / Lola Luftnagle | 1 epizód magyar hangok Györfi Anna   |
| 2007      |                                        | Shorty McShorts' Shorts                           | lány / Kelly (hang)             | 2 epizód                             |
| 2006      | A karácsony, ami majdnem elmaradt      | Holidaze: The Christmas That Almost Didn't Happen | Trick (hang)                    | különkiadás                          |
| 2006–2008 |                                        | Disney Channel Games                              | önmaga                          | versenyző                            |
| 2006–2011 | Hannah Montana                         | Hannah Montana                                    | Lilly Truscott / Lola Luftnagle | főszereplő magyar hangok Györfi Anna |
| 2002      |                                        | Total Access 24/7                                 | önmaga / Gerti Giggles          | 1 epizód                             |
| 2001      | Jóbarátok                              | Friends                                           | Lelani Mayolanofavich           | 1 epizód                             |
| 2000      | Angyali érintés                        | Touched by an Angel                               | Alyssa Sullivan                 | 1 epizód                             |
| 1999      | Űrbalekok                              | 3rd Rock from the Sun                             | Dahlia                          | 1 epizód                             |
| 1998      |                                        | Biba Bear                                         | Biba Bear (hang)                | főszereplő                           |